# Kiesza
Kiesa Rae Ellestad (Calgary, 19 de janeiro de 1989), mais conhecida pelo seu nome artístico "Kiesza" (pronuncia-se "cáiza"), é uma cantora, compositora, multi-instrumentista, atriz, modelo e dançarina canadense. Se tornou conhecida graças ao seu single Hideaway, que teve seu videoclipe gravado em Nova Iorque e Londres.

## Vida pessoal
Kiesza nasceu e foi criada na cidade de Calgary, no Canadá. Seu sobrenome Ellestad é de origem norueguesa, e foi herdado da família de seu pai. Seu avô é de Fagernes, na Noruega. Quando tinha 16 anos, ela entrou para Sail and Life Training Society (SALTS), uma instituição responsável por formar jovens em ensinamentos marítimos, e um ano mais tarde entrou para o Comando Marítimo das Forças do Canadá, juntamente com seu irmão, com quem ela se tornou uma decifradora de códigos. Também participou do Miss Universo Canadá. Na marinha, realizou outros tipos de atividades além de decifradora, sendo que em 2008 doou 4.500 CDs para as tropas canadenses que estavam no Afeganistão.
Quando tinha 18 anos, ela revelou que o divórcio de seus pais a fizeram escrever sua primeira canção, como uma forma de expressar seus sentimentos. No mesmo ano, Kiesza ouviu pela primeira vez uma música sua tocando no rádio.

## Carreira musical

### 2006–2013: Início e primeiros anos

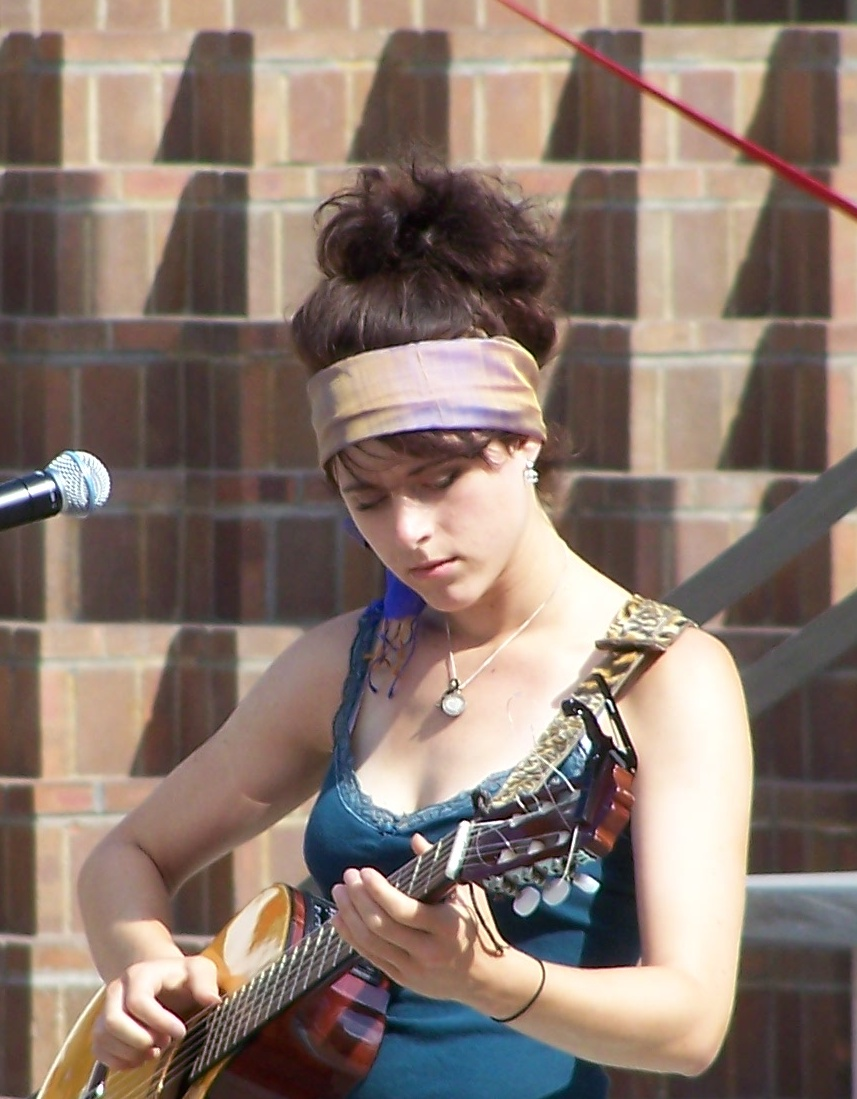
Kiesza em uma performance na cidade de Calgary, Canadá em 2007.

Kiesza foi selecionada para tocar em uma rádio canadense pra uma plateia ao vivo em 2006. Pouco tempo depois, ela foi aceita e entrou no Selkirk College em Nelson, na Colúmbia Britânica, onde aprendeu a tocar teclado e guitarra e a cantar.
Em 2012, a cantora lançou seu primeiro single depois que começou a trabalhar com o produtor musical Rami Samir Afuni. A música em questão era "Oops", que fala sobre um casal que teve relações sexuais desprotegidos. Ela rotulou seu estilo musical na época como "SteamPop", descrito por AjanWrites "Como uma bebida flamejante, um pop violento, cheio de insinuações em tom de gozação.". Em outra entrevista dada em 2014, Kiesza afirmou que "Oops" foi feito como uma brincadeira.

### 2014-2016: Sound of a Woman

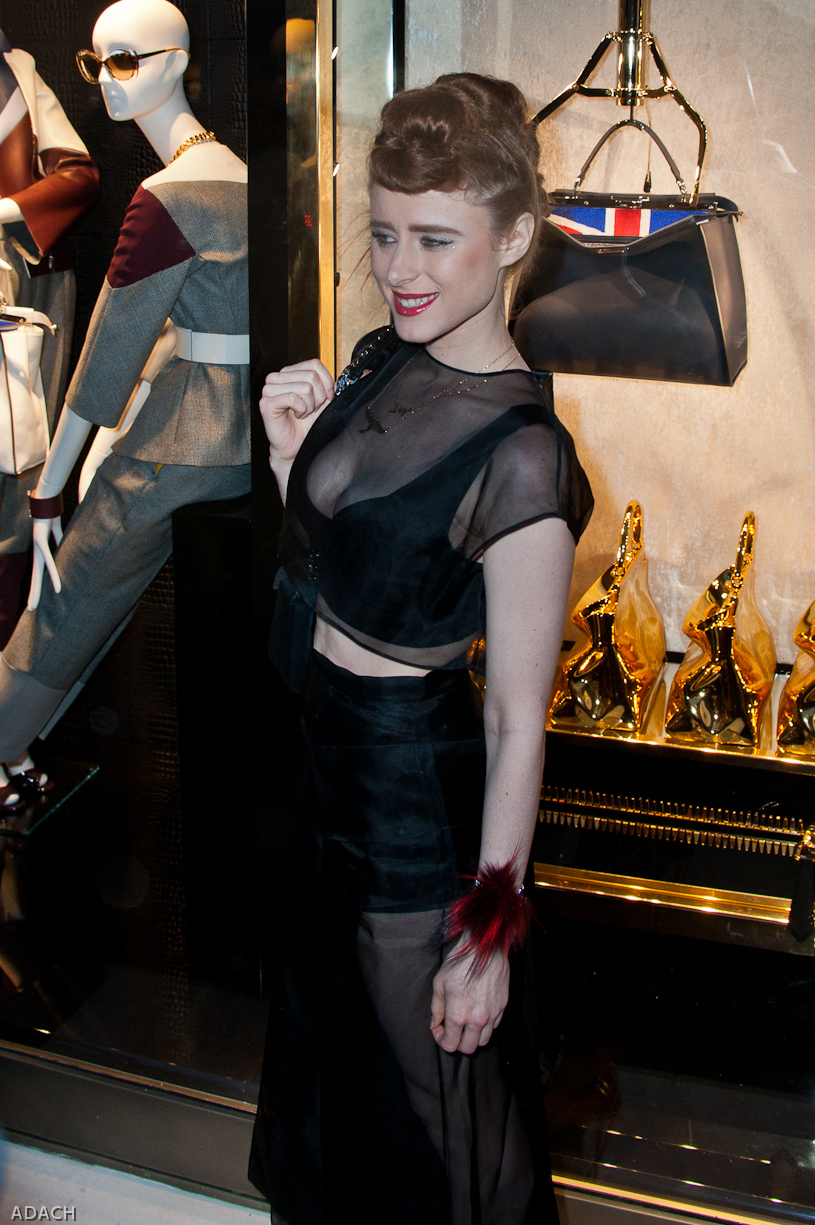
Kiesza durante a inauguração de uma das lojas da Fendi em maio de 2014.

Em fevereiro de 2014, Kiesza lançou o vídeo do seu primeiro single mainstream, "Hideaway", logo após de assinar contrato com a gravadora indie Lokal Legend. O site norte-americano Idolator, classificou a canção como sendo única, por ter uma tomada única durante o videoclipe inteiro, com Kiesza e outros dançarinos caminhando e dançando os passos da música nas ruas do Brooklyn. John Gentile da revista Rolling Stone chamou o estilo dela como sendo "impressionante". Kiesza declarou a revista que teve problemas para gravar o vídeo, em partes porque ela havia quebrado uma costela antes das filmagens e não poderia se mover durante um mês. Hideaway estreou na 1º posição no UK Singles Charts em 26 de abril de 2014.
Kiesza lançou o segundo single, "Giant in My Heart", em de 13 de junho de 2014.
Foi revelado que a cantora compôs músicas para outras artistas pop, como Kylie Minogue, Rihanna e o duo Icona Pop.
Fez uma participação como vocal principal na música do duo formado pelos DJs Diplo e Skrillex, "Take U There". Atualmente, estão sendo revelados os singles de seu álbum de estreia, "Sound of a Woman". Sua terceira música de trabalho se chama "No EnemieZ", e sucede "Giant in My Heart".

### 2017–presente:Dearly Beloved,Phantom of the Dancefloor esegundo álbum de estúdio
Kiesza lançou o single "Dearly Beloved" em 6 de janeiro de 2017. Um video clipe de acompanhamento, que a mostra com uma guitarra branca, foi postado no YouTube no mesmo dia através do canal KieszaVevo. De acordo com a artista, a música e seu futuro material foram inspirados por sua "melhor amiga Alice [que] faleceu há quase um ano e meio [em 06/01/17]". A amiga em questão era Alicia Lemke, que morreu em Novembro de 2015 de leucemia.Em 17 de março de 2017, Pitbull lançou Climate Change, apresentando uma colaboração com Kiesza intitulada "We Are Strong". Ao mesmo tempo, Cerrone lançou o álbum RedLips, com uma colaboração com Kiesza intitulado "Ain't No Party". 
Nick Krewen, escrevendo no Toronto Star, relatou que Kiesza se envolveu em um acidente de carro em 2017 em Toronto, quando um veículo Uber em que ela estava foi atingido por um táxi em uma colisão lateral. Ele relatou que parte de sua recuperação, do que ela descreveu como uma lesão cerebral traumática, exigiu que ela ficasse em um quarto escuro por seis meses.
Após um hiato de dois anos após o acidente de carro, Kiesza lançou um novo single, "Sweet Love", e voltou à turnê em junho de 2019. A revista Paper se referiu à nova música como sendo um " mistura de gêneros". Em 2020, ela lançou seu segundo álbum de estúdio, Crave. De acordo com a revista Paper, Kiesza está trabalhando em um musical.

## Discografia

### Álbuns

#### Álbuns de estúdio
| Título                                                                                | Detalhes do álbum                                                                                                 | Posições nos charts | Posições nos charts | Posições nos charts | Posições nos charts | Posições nos charts | Posições nos charts | Posições nos charts | Posições nos charts | Posições nos charts | Posições nos charts | Vendas | Certificações |
| Título                                                                                | Detalhes do álbum                                                                                                 | CAN                 | AUS                 | Áustria             | Alemanha            | IRE                 | Países Baixos       | Nova Zelândia       | SWI                 | Reino Unido         | EUA                 | Vendas | Certificações |
| ------------------------------------------------------------------------------------- | --- | ------------------- | ------------------- | ------------------- | ------------------- | ------------------- | ------------------- | ------------------- | ------------------- | ------------------- | ------------------- | ------ | ------------- |
| Kiesza                                                                                | - Lançamento: 2008 - Gravadora: Independente                                                                      | —                   | —                   | —                   | —                   | —                   | —                   | —                   | —                   | —                   | —                   |        |               |
| Sound of a Woman                                                                      | - Lançamento: 17 de outubro de 2014 - Gravadora: Lokal Legend, Island - Formatos: CD, digital download            | 14                  | —                   | 18                  | 10                  | —                   | 66                  | —                   | 14                  | 40                  | 42                  |        |               |
| Crave                                                                                 | - Lançamento: 14 de agosto de 2020 - Gravadora: Lokal Legend, Zebra Spirit Tribe - Formatos: CD, digital download |                     |                     |                     |                     |                     |                     |                     |                     |                     |                     |        |               |
| "—" significa que a canção não entrou nos charts ou não foi lançada nesse território. | |                     |                     |                     |                     |                     |                     |                     |                     |                     |                     |        |               |

### Singles

#### Como artista principal
| Ano  | Título              | Álbum        |
| ---- | ------------------- | ------------ |
| 2014 | "Hideaway"          | Hideaway(EP) |
| 2014 | "Giant in My Heart" | Hideaway(EP) |

#### Como artista convidada
| Ano  | Título                                                                    | Posições nos Charts | Álbum                             |
| Ano  | Título                                                                    | FIN                 | Álbum                             |
| ---- | ------------------------------------------------------------------------- | ------------------- | --------------------------------- |
| 2013 | "Triggerfinger" (Donkeyboy featuring Kiesza)                              | 9                   | Sem álbum                         |
| 2014 | "Take You There"[carece de fontes?] (Skrillex and Diplo featuring Kiesza) | —                   | Skrillex and Diplo Present Jack Ü |